# 東経49度線
東経49度線（とうけい49どせん）は、本初子午線面から東へ49度の角度を成す経線である。北極点から北極海、ヨーロッパ、アジア、インド洋、マダガスカル、南極海、南極大陸を通過して南極点までを結ぶ。
東経49度線は、西経131度線と共に大円を形成する。

## 通過する地域一覧
東経49度線は、北極点から南極点まで南に向かって以下の場所を通っている。
| 地理座標                                             | 国土・領土・領海 | 備考                                                                           |
| ---------------------------------------------------- | ---------------- | ------------------------------------------------------------------------------ |
| 北緯90度0分 東経49度0分 / 北緯90.000度 東経49.000度  | 北極海           |                                                                                |
| 北緯80度31分 東経49度0分 / 北緯80.517度 東経49.000度 | ロシア           | ゼムリャ・ゲオルグ（ゼムリャフランツァヨシファ）                               |
| 北緯80度22分 東経49度0分 / 北緯80.367度 東経49.000度 | バレンツ海       | ナイチンゲール海峡（英語版）                                                   |
| 北緯80度12分 東経49度0分 / 北緯80.200度 東経49.000度 | ロシア           | ゼムリャ・ゲオルグ（ゼムリャフランツァヨシファ）                               |
| 北緯80度10分 東経49度0分 / 北緯80.167度 東経49.000度 | バレンツ海       |                                                                                |
| 北緯69度30分 東経49度0分 / 北緯69.500度 東経49.000度 | ロシア           | コルグエフ島                                                                   |
| 北緯68度44分 東経49度0分 / 北緯68.733度 東経49.000度 | バレンツ海       |                                                                                |
| 北緯67度50分 東経49度0分 / 北緯67.833度 東経49.000度 | ロシア           | カザンのちょうど西を通過。                                                     |
| 北緯50度43分 東経49度0分 / 北緯50.717度 東経49.000度 | カザフスタン     |                                                                                |
| 北緯46度25分 東経49度0分 / 北緯46.417度 東経49.000度 | ロシア           |                                                                                |
| 北緯46度8分 東経49度0分 / 北緯46.133度 東経49.000度  | カスピ海         |                                                                                |
| 北緯41度27分 東経49度0分 / 北緯41.450度 東経49.000度 | アゼルバイジャン |                                                                                |
| 北緯39度11分 東経49度0分 / 北緯39.183度 東経49.000度 | カスピ海         |                                                                                |
| 北緯37度44分 東経49度0分 / 北緯37.733度 東経49.000度 | イラン           |                                                                                |
| 北緯30度20分 東経49度0分 / 北緯30.333度 東経49.000度 | ペルシャ湾       |                                                                                |
| 北緯27度36分 東経49度0分 / 北緯27.600度 東経49.000度 | サウジアラビア   |                                                                                |
| 北緯18度29分 東経49度0分 / 北緯18.483度 東経49.000度 | イエメン         |                                                                                |
| 北緯14度19分 東経49度0分 / 北緯14.317度 東経49.000度 | インド洋         | アデン湾                                                                       |
| 北緯11度15分 東経49度0分 / 北緯11.250度 東経49.000度 | ソマリア         |                                                                                |
| 北緯6度4分 東経49度0分 / 北緯6.067度 東経49.000度    | インド洋         |                                                                                |
| 南緯12度19分 東経49度0分 / 南緯12.317度 東経49.000度 | マダガスカル     |                                                                                |
| 南緯19度14分 東経49度0分 / 南緯19.233度 東経49.000度 | インド洋         |                                                                                |
| 南緯60度0分 東経49度0分 / 南緯60.000度 東経49.000度  | 南極海           | ホワイトアイランド（エンダービー島）（英語版）（南極大陸）のちょうど東を通過。 |
| 南緯66度54分 東経49度0分 / 南緯66.900度 東経49.000度 | 南極大陸         | オーストラリア南極領土 - （ オーストラリアが領有権主張）                       |